# Margo Reed
Margo Reed (ca. 1942 - 15 april 2015) was een Amerikaanse jazz-zangeres.
Reed komt uit een muzikale familie uit Chicago. Met haar broers en zussen (waaronder jazz- en blues-zangeres Francine Reed) zong ze vanaf 1946 in kerkdiensten en dat werd uitgezonden op de radio. Haar vader trad hierin ook op met een groep. In 1973 verhuisde ze naar Phoenix, waar ze niet veel later in de grote clubs ging optreden. Ze was ook actief in andere grote Amerikaanse steden. Ze werd beschouwd als een van de beste zangeressen uit The Valley.
In 2004 werd ze opgenomen in de Arizona Blues Hall of Fame.

## Discografie
- Some of My Favorites (met Armand Boatman en trio), Tempest Recording, 2012